# Pentacrinites neocomiensis
Pentacrinites neocomiensis es una espècie fòssil d'equinoderm de la classe dels crinoïdeus (lliris de mar) que van viure al fons del mars del Cretaci inferior (Barremià), fa entre 125 i 130 milions d'anys enrere.
Les seves restes, en forma de petita estrella de cinc puntes, es coneixen popularment como a estrelletes o crevetes de la Mare de Déu o de Mig Camí. Les estrelletes es troben als voltants de l'ermita de Mig Camí, prop de la ciutat de Tortosa, i la gent les recull des de fa molt de temps. Poden trobar-se individualment o formant agrupacions en forma de petites columnes.